# 1911 aux échecs
| Années des échecs : 1908 - 1909 - 1910 - 1911 - 1912 - 1913 - 1914    |
| Décennies des échecs : 1880 - 1890 - 1900 - 1910 - 1920 - 1930 - 1940 |

Cet article présente les faits marquants de l'année 1911 aux échecs.

## Championnats nationaux
- Canada : Pas de championnat[1].
- Écosse : JA McKee remporte le championnat[2].

- Royaume-Uni de Grande-Bretagne et d'Irlande : Henry Atkins remporte le championnat[3].
- Empire russe : Pas de championnat[4].
- Suisse : Moriz Henneberger, Walter Henneberger, Kurt Krantz et  Erwin Voellmy remportent le championnat [5].

## Naissances
- Albéric O'Kelly de Galway, champion du monde par correspondance 1959-1962
- Mikhaïl Botvinnik, champion du monde de 1948 à 1957
- Samuel Reshevsky

## Nécrologie
- En 1911 : James Mortimer
- 11 avril : Sam Loyd